# Marta Baeza
Marta Baeza Centurion (Rio de Janeiro, 2 de março de 1992) é uma esgrimista brasileira.
Nascida no Rio de Janeiro, Marta Baeza Centurion começou a praticar esgrima na Espanha e atualmente vive e treina em Truro, na Inglaterra. Porém, optou por representar o Brasil em competições internacionais. Ela chegou a pedir ajuda em um site de crowdfunding ("vaquinha" virtual) para ajudar nas despesas de sua preparação final para os Jogos Olímpicos do Rio, do qual participou. Conseguiu arrecadar 2.660 euros de 4000 previstos.

## Principais conquistas[5]
- Campeã da etapa satélite de Londres da Copa do Mundo de Esgrima em 2016
- Campeã do torneio Cidade do Rio de Janeiro em 2015
- 3ª colocada na etapa satélite de Newcastle da Copa do Mundo em 2013
- Vice-campeã juvenil dos Jogos Mediterrâneos em 2010